# 登尼斯·恩德拉斯
登尼斯·恩德拉斯（德語：Dennis Endras，1985年7月14日—），德国男子冰球运动员。他曾代表德国参加2010年和2018年冬季奥林匹克运动会冰球比赛，其中2018年冬季奥运会获得一枚银牌。